# Asma Tubi
Asma Tubi (1905-1983), en arabe : أسمى طوبي, est une écrivaine, poétesse et journaliste palestinienne.

## Biographie
Asma Rizq Tubi naît dans une famille chrétienne palestinienne à Nazareth et fait ses études à l'école anglaise de cette ville. Elle étudie le grec, puis le Coran, afin d'améliorer ses capacités d'écriture en arabe. Asma Tubi s'installe à Acre après son mariage. Elle y est membre fondatrice de l'Union des femmes, membre de la YWCA et de l'Association des jeunes femmes orthodoxes et présidente de l'Union des femmes arabes
. Asma Tubi apparaît sur des stations de radio locales, notamment Huna al-Quds (Jérusalem ici) et Sharq Al-Adna (en) (Proche-Orient) à Jaffa. Elle participe également à une émission de radio à Beyrouth en 1948. Elle est rédactrice de la page féminine du journal Falastin (en) et des magazines Al Ahad et Kull shay (en).
Elle publie de la poésie, des pièces de théâtre et de la fiction, y compris un certain nombre d'œuvres en anglais. À l'âge de 20 ans, en 1925, Asma Tubi écrit sa première pièce de théâtre, L'assassinat du tsar russe et de sa famille. Une pièce de théâtre. Lorsqu'elle est forcée de quitter la Palestine en 1948, elle  laisse derrière elle un manuscrit de livre intitulé La femme arabe palestinienne. En 1955, elle publie un recueil de récits intitulé : Histoires du cœur. 
Asma Tubi est considérée comme l'une des rares femmes palestiniennes à avoir écrit avant 1948, mais ce n'est qu'après 1948 que la fiction féminine palestinienne est reconnue sur le plan artistique.
Tout en écrivant, Asma Tubi est également une activiste engagée. En 1937, au milieu de la grande révolte arabe et en réponse à de nouvelles tentatives de partage des terres palestiniennes entre les Britanniques et les colons sionistes, Asma Tubi organise et dirige des manifestations contre ces forces colonisatrices,.
Dans les années 1960, Asma Tubi recueille et enregistre des récits oraux de femmes palestiniennes dans toute la diaspora qui figureront dans son livre Abir wa majd de 1966. Pour ce travail, elle est parfois reconnue comme la première femme arabe à documenter des histoires orales.
Elle meurt à Beyrouth en 1983.

## Distinctions
Elle reçoit le prix libanais Constantin le Grand en 1973 et la médaille de Jérusalem pour la culture et les arts (à titre posthume) en 1990.

## Publications (partielles)
- مصرع قيصر روسيا وعائلته" (مسرحية). عكا: د ن، : 1925. [L'assassinat du tsar russe et de sa famille. Une pièce de théâtre][1]
- 1943 : لفتاة وكيف أريدها" (مجموعة مقالات). عكا: د ن، [La jeune fille et comment je voudrais qu'elle soit][1]
- على مذبح التضحية". جزءان. عكا: د ن، : 1946. [Sur l'autel du sacrifice][1]
- أحاديث من القلب" (مجموعة مقالات). بيروت: مطبعة قلفاط، : 1955. [Conversations du cœur][1]
- عبير ومجد" (مجموعة مقالات). بيروت: مطبعة قلفاط، : 1966. [Fragrance et gloire][1]
- حبي الكبير" (شعر). بيروت: دار العودة، : 1972 [Mon grand amour][1]
- نفحات عطر" (مجموعة مقالات عن احتفالات الشعوب وعاداتها). بيروت: مؤسسة نوفل، : 1975. [Vapeurs de parfum][1]

Sélection de traductions
- الإبن الضال" (رواية مترجمة عن الإنكليزية للكاتب هول كين). عكا: د ن،  1946. [Le fils prodigue][1]
- الدنيا حكايات" (حكايات مترجمة عن الإنكليزية). بيروت: مطبعة قلفاط، د. ت. [Le monde en histoires][1]
- ي الطريق معه" (ترجمة ملخصة عن الإنكليزية). بيروت: د ن، : 1960. [Sur la route avec lui][1]